# 津田健次郎・大河元気のジョシ禁ラジオ!!
『津田健次郎・大河元気のジョシ禁ラジオ!!』（つだけんじろう・おおかわげんきのじょしきんらじお）は、2018年4月13日よりFRESH!響チャンネルで配信されているのインターネットラジオ番組。、2020年10月からニコニコ動画にて単独チャンネル化。響ラジオステーションにて無料版ディレイ配信もされている。

## 番組概要
「女子禁制、男子による男子のための番組」をテーマとし、男らしい番組を目指していく番組。
番組は、アニメイトタイムズにて連載していた『構成Tこと構成作家・田原弘毅さんに聞く「ラジオの作り方」』から生まれ、第1回はアニメイトタイムズにて『津田健次郎・大河元気のジョシ禁ラジオ!』のタイトルで2017年4月7日に配信された。
その後、第2回の配信がないままだったが、2018年3月、4月よりFRESH! 響チャンネルの響REFRESH!枠にて復活することが発表された。
2020年10月の第115回放送からニコニコ動画にて単独チャンネル化を果たす。単独チャンネル化記念の映像付生放送は2020年10月4日に杉田智和をゲストに迎えて実施された。

## 配信時間
FRESH! 響チャンネルにて毎週金曜 21:30 - 22:00
放送終了後、25:00まで無料視聴が可能。有料会員向けのおまけ付きのアーカイブ配信も行う。

## コーナー
コーナーはすべて、アニメイトタイムズ時代からの継続となっている。
ふつおた
津田、大河に宛てたメッセージや番組の感想を募集するコーナー。
乙女ニュース
リスナーの男子が知る女子の間で流行っていること・ものなどについて募集するコーナー。
女だったらアウトだな!
男だったから許されるが、女だったらアウトな失敗談を募集するコーナー。
マジかっけぇっす!
武勇伝を募集するコーナー。
女って…こわっ
女って怖いと思ったエピソードを募集するコーナー。